# Schiavi di Abruzzo
Schiavi di Abruzzo är en ort och kommun i provinsen Chieti i regionen Abruzzo i Italien. Kommunen hade 777 invånare (2018).